# Prim-ministrul Republicii Moldova
Prim-ministrul Republicii Moldova, conform Constituției, conduce Guvernul și coordonează activitatea membrilor acestuia, respectând atribuțiile ce îi revin.
Președintele Republicii Moldova, după consultarea fracțiunilor parlamentare, desemnează un candidat pentru funcția de prim-ministru. Candidatul pentru funcția de prim-ministru, în termen de 15 zile de la desemnare, cere votul de încredere al parlamentului asupra programului de activitate și a întregii liste a Guvernului. Președintele Republicii Moldova, în baza votului de încredere acordat de parlament, numește guvernul. 
În cazul imposibilității Prim-ministrului de a-și exercita atribuțiile sau în cazul decesului acestuia, Președintele Republicii Moldova va desemna un alt membru al Guvernului ca Prim-ministru interimar până la formarea noului Guvern.

## Atribuții
Prim-ministrul conduce Guvernul și coordonează activitatea membrilor acestuia, respectând atribuțiile ce le revin;
Prim-ministrul Republicii Moldova:
1. prezidează ședințele Guvernului și ale Prezidiului lui;
2. în cazuri excepționale ia decizii  în problemele conducerii Republicii Moldova în limitele competenței Guvernului și  informează despre aceasta Guvernul la ședința lui ordinară;
3. asigură colegialitatea în activitatea Guvernului;
4. formează Guvernul și propune componența lui în modul stabilit;
5. acordă împuterniciri  pentru  negocierea și  semnarea  tratatelor internaționale ale Republicii Moldova;
6. dispune efectuarea de către Corpul de control al Prim-ministrului a controlului privind implementarea eficientă și în termen de către administrația publică centrală de specialitate a responsabilităților puse în sarcina acesteia;
7. prezintă spre examinare Prezidiului Guvernului sau pune în fața Președintelui Republicii Moldova chestiunea cu privire la stimularea sau aplicarea unor sancțiuni disciplinare față de membrul Guvernului;
8. în cazul în care unul din miniștri nu își exercită atribuțiile conform legislației, este în drept să înainteze Președintelui Republicii Moldova propunere privitor la revocarea acestui ministru;
9. informează Președintele Republicii Moldova în problemele deosebit de importante pentru țară.

În conformitate cu Constituția Republicii Moldova, Prim-ministrul este învestit și cu alte împuterniciri prevăzute prin prezenta Lege și prin alte legi ale Republicii Moldova.
În cazul în care Prim-ministrul este în imposibilitatea de a-și exercita atribuțiile, Președintele Republicii Moldova desemnează un alt membru al Guvernului drept Prim-ministru interimar. Interimatul încetează dacă Prim-ministrul reia activitatea în Guvern.
Prim-ministrul Republicii Moldova poate cere dări de seamă prim-viceprim-ministrului, viceprim-miniștrilor, fiecărui ministru, conducător de autoritate administrativă centrală, de inspectorat de stat, de comisie guvernamentală sau de consiliu guvernamental.

### Atribuțiile prim-ministrului interimar
Prim-ministrul interimar are aceleași atribuții ca și Primul-ministru, cu excepția:
1. adoptării hotărîrii privind demisia Guvernului sau a Prim-ministrului;
2. formării și propunerii componenței Guvernului.[2]

## Prim-miniștri ai RD, RSSA și RSS Moldovenești (1917–1991)

### Președinți ai Consiliului Director din RD Moldovenească
| Nume              | De la             | Până la           |
| ----------------- | ----------------- | ----------------- |
| Pantelimon Erhan  | 21 decembrie 1917 | 30 ianuarie 1918  |
| Daniel Ciugureanu | 30 ianuarie 1918  | 9 aprilie 1918    |
| Petru Cazacu      | 9 aprilie 1918    | 12 decembrie 1918 |

### Președinți ai Sovietului Comisarilor Poporului din RASS Moldovenească
| Nume               | De la           | Până la         |
| ------------------ | --------------- | --------------- |
| Aleksei Stroev     | 23 aprilie 1925 | 1926            |
| Grigore Borisov    | aprilie 1926    | martie 1928     |
| Serghei Dimitriu   | 1928            | aprilie 1932    |
| Grigore Borisov    | 7 aprilie 1932  | iunie 1937      |
| Fedor Brovko       | 1938            | 1940            |
| Tihon Konstantinov | 2 august 1940   | 17 aprilie 1945 |

### Președinți ai Sovietului Comisarilor Poporului din RSS Moldovenească
| Nume          | De la           | Până la         |
| ------------- | --------------- | --------------- |
| Nicolae Coval | 19 aprilie 1945 | 5 ianuarie 1946 |

### Președinți ai Sovietului de miniștri din RSS Moldovenească
| Nume               | De la             | Până la           |
| ------------------ | ----------------- | ----------------- |
| Gherasim Rudi      | 5 ianuarie 1946   | 23 ianuarie 1958  |
| Alexandru Diordiță | 23 ianuarie 1958  | 15 aprilie 1970   |
| Petru Pascari      | 24 aprilie 1970   | 1 septembrie 1976 |
| Semion Grossu      | 1 septembrie 1976 | 31 decembrie 1980 |
| Ion Ustian         | 31 decembrie 1980 | 24 decembrie 1985 |
| Ivan Calin         | 24 decembrie 1985 | 10 ianuarie 1990  |
| Petru Pascari      | 10 ianuarie       | 24 mai 1990       |

### Prim-miniștri ai RSS Moldovenești (până la declararea independenței)
| Nume              | De la       | Până la        |
| ----------------- | ----------- | -------------- |
| Mircea Druc       | 25 mai 1990 | 28 mai 1991    |
| Valeriu Muravschi | 28 mai      | 27 august 1991 |

## Prim-miniștri ai Republicii Moldova
| PM Nr. | Nume (naștere–deces)          | Portret                       | Mandat             | Mandat             | Partid                                      | Guvern                                      | Observații                                                              |
| ------ | ----------------------------- | ----------------------------- | ------------------ | ------------------ | ------------------------------------------- | ------------------------------------------- | ----------------------------------------------------------------------- |
| 1      | Valeriu Muravschi (1949–2020) | Valeriu Muravschi (cropped)   | 27 august 1991     | 1 iulie 1992       | Frontul Popular din Moldova                 | Muravschi                                   |                                                                         |
| 2      | Andrei Sangheli (1944–)       |                               | 1 iulie 1992       | 24 ianuarie 1997   | Partidul Democrat Agrar din Moldova         | Sangheli I                                  | interimar din data de 3 decembrie 1996                                  |
| 2      | Andrei Sangheli (1944–)       | Sangheli II                   | 1 iulie 1992       | 24 ianuarie 1997   | Partidul Democrat Agrar din Moldova         |                                             | interimar din data de 3 decembrie 1996                                  |
| 3      | Ion Ciubuc (1943–2018)        |                               | 24 ianuarie 1997   | 5 februarie 1999   | Alianța pentru Democrație și Reforme        | Ciubuc I                                    | interimar în perioada 9 aprilie — 22 mai 1998                           |
| 3      | Ion Ciubuc (1943–2018)        | Ciubuc II                     | 24 ianuarie 1997   | 5 februarie 1999   | Alianța pentru Democrație și Reforme        | interimar din data de 1 februarie 1999      |                                                                         |
| 4      | Ion Sturza (1960–)            |                               | 12 martie 1999     | 21 decembrie 1999  | Alianța pentru Democrație și Reforme        | Sturza                                      | Interimar din data de 12 noiembie 1999                                  |
| 5      | Dumitru Braghiș (1957–)       |                               | 21 decembrie 1999  | 19 aprilie 2001    | independent                                 | Braghiș                                     | în exercițiu din data de 19 martie 2001                                 |
| 6      | Vasile Tarlev (1957–)         |                               | 19 aprilie 2001    | 31 martie 2008     | independent                                 | Tarlev I                                    | în exercițiu în perioada 24 martie — 19 aprilie 2005                    |
| 6      | Vasile Tarlev (1957–)         | Tarlev II                     | 19 aprilie 2001    | 31 martie 2008     | independent                                 | interimar din data de 19 martie 2008        |                                                                         |
| 7      | Zinaida Greceanîi (1956–)     |                               | 31 martie 2008     | 14 septembrie 2009 | Partidul Comuniștilor din Republica Moldova | Greceanîi I                                 | interimară în perioada 4 mai — 10 iunie 2009                            |
| 7      | Zinaida Greceanîi (1956–)     | Greceanîi II                  | 31 martie 2008     | 14 septembrie 2009 | Partidul Comuniștilor din Republica Moldova | în exercițiu din data de 26 august 2009     |                                                                         |
| —      | Vitalie Pîrlog (1974–)        | Greceanîi II                  |                    | 14 septembrie      | 25 septembrie 2009                          | Partidul Comuniștilor din Republica Moldova | interimar                                                               |
| 8      | Vladimir Filat (1969–)        |                               | 25 septembrie 2009 | 25 aprilie 2013    | Partidul Liberal Democrat din Moldova       | Filat I                                     | în exercițiu în perioada 27 decembrie 2010 — 14 ianuarie 2011           |
| 8      | Vladimir Filat (1969–)        | Filat II                      | 25 septembrie 2009 | 25 aprilie 2013    | Partidul Liberal Democrat din Moldova       | interimar din data de 5 martie 2013         |                                                                         |
| 9      | Iurie Leancă (1963–)          | Iurie Leancă Senate of Poland | 25 aprilie 2013    | 18 februarie 2015  | Partidul Liberal Democrat din Moldova       | Leancă                                      | interimar până la 30 mai 2013 în exercițiu din data de 9 decembrie 2014 |
| 10     | Chiril Gaburici (1976–)       |                               | 18 februarie       | 22 iunie 2015      | independent                                 | Gaburici                                    | interimar din data de 12 iunie 2015                                     |
| —      | Natalia Gherman (1969–)       |                               | 22 iunie           | 30 iulie 2015      | Partidul Liberal Democrat din Moldova       | Gaburici                                    | interimară                                                              |
| 11     | Valeriu Streleț (1970–)       |                               | 30 iulie           | 29 octombrie 2015  | Partidul Liberal Democrat din Moldova       | Streleț                                     |                                                                         |
| —      | Gheorghe Brega (1951–)        |                               | 30 octombrie 2015  | 20 ianuarie 2016   | Partidul Liberal                            | Streleț                                     | interimar                                                               |
| 12     | Pavel Filip (1966–)           |                               | 20 ianuarie 2016   | 8 iunie 2019       | Partidul Democrat din Moldova               | Filip                                       | în exercițiu din data de 9 martie 2019                                  |
| 13     | Maia Sandu (1972–)            |                               | 8 iunie 2019       | 14 noiembrie 2019  | Partidul Acțiune și Solidaritate            | Sandu                                       | interimară din data de 12 noiembrie 2019                                |
| 14     | Ion Chicu (1972–)             |                               | 14 noiembrie 2019  | 31 decembrie 2020  | independent                                 | Chicu                                       | interimar din data de 23 decembrie 2020                                 |
| —      | Aureliu Ciocoi (1968–)        | Aureliu Ciocoi (13-04-2021)   | 31 decembrie 2020  | 6 august 2021      | independent                                 | Chicu                                       | interimar                                                               |
| 15     | Natalia Gavrilița (1977–)     |                               | 6 august 2021      | 16 februarie 2023  | Partidul Acțiune și Solidaritate            | Gavrilița                                   | interimară din data de 10 februarie 2023                                |
| 16     | Dorin Recean (1974–)          |                               | 16 februarie 2023  |                    | independent                                 | Recean                                      |                                                                         |

## Vezi și
- Președintele Republicii Moldova
- Președintele Parlamentului Republicii Moldova

## Legături externe
- Prim-ministrul RM pe pagina web a Guvernului
- Ultimele știri din presa românească despre „Prim-ministrul Republicii Moldova” la Newskeeper
- Prim-ministru al Republicii Moldova pe alegeri.md